# Estadio Municipal de Comodoro Rivadavia
El Estadio Municipal de Comodoro Rivadavia, construido por la antigua YPF, es el estadio con más capacidad de la ciudad de Comodoro Rivadavia.
Es frecuentemente llamado como Estadio Comodoro del km. 3 y administrado por el Ente Autárquico Comodoro Deportes perteneciente a la Municipalidad de dicha ciudad. Está ubicado en Fray Luis Beltrán 5350 perteneciente al barrio General Mosconi. Su capacidad total es de 8300 espectadores contando con 8000 generales y 300 plateas.
Es utilizado por varios equipos como Comisión de Actividades Infantiles, Huracán de Comodoro Rivadavia y Club Atlético Jorge Newbery (Comodoro Rivadavia), entre otros.
Cuando aún se llamaba Estadio YPF fue sede del encuentro entre Huracán (CR) y River en un partido correspondiente al campeonato nacional en 1971.
Ya con la denominación actual, fue sede de la Primera B Nacional (entre 2002 y 2011), del Torneo Argentino A y de la Copa Argentina cuando la CAI participó en esas categorías.
Desde 2015 se utiliza en los encuentros del Torneo Federal C.
Además, consta de una pista atletismo, que es considerada la "cuna del atletismo patagónico" y en algún momento estuvo entre las mejores pistas del país.
Fue sede en 1964 y 1979 del Campeonato Nacional de Atletismo, siendo la única sede patagónica donde se ha disputado. La pista fue reconstruida en 2007 y repintada en 2013.
También, es usado en recitales, eventos religiosos y distintos eventos organizados por la municipalidad como el aniversario de la ciudad.
Dispone de cabinas de transmisión denominadas Dick Arnaldo Almonacid y Francisco “Lito” Ulloa.
En 2023, contiguo al estadio, la municipalidad inauguró un hotel deportivo para 200 personas. La culminación volvió al hotel la obra de infraestructura más grande de la ciudad y la regióm. Asimismo, incluye comodidades como equipamiento, salas de informática, consultorios de kinesiología y enfermería, entre otras dependencias. La obra demandó al municipio más de 500 millones de pesos y el nuevo predio totaliza los 2.750 metros cuadrados de construcción.

## Galería

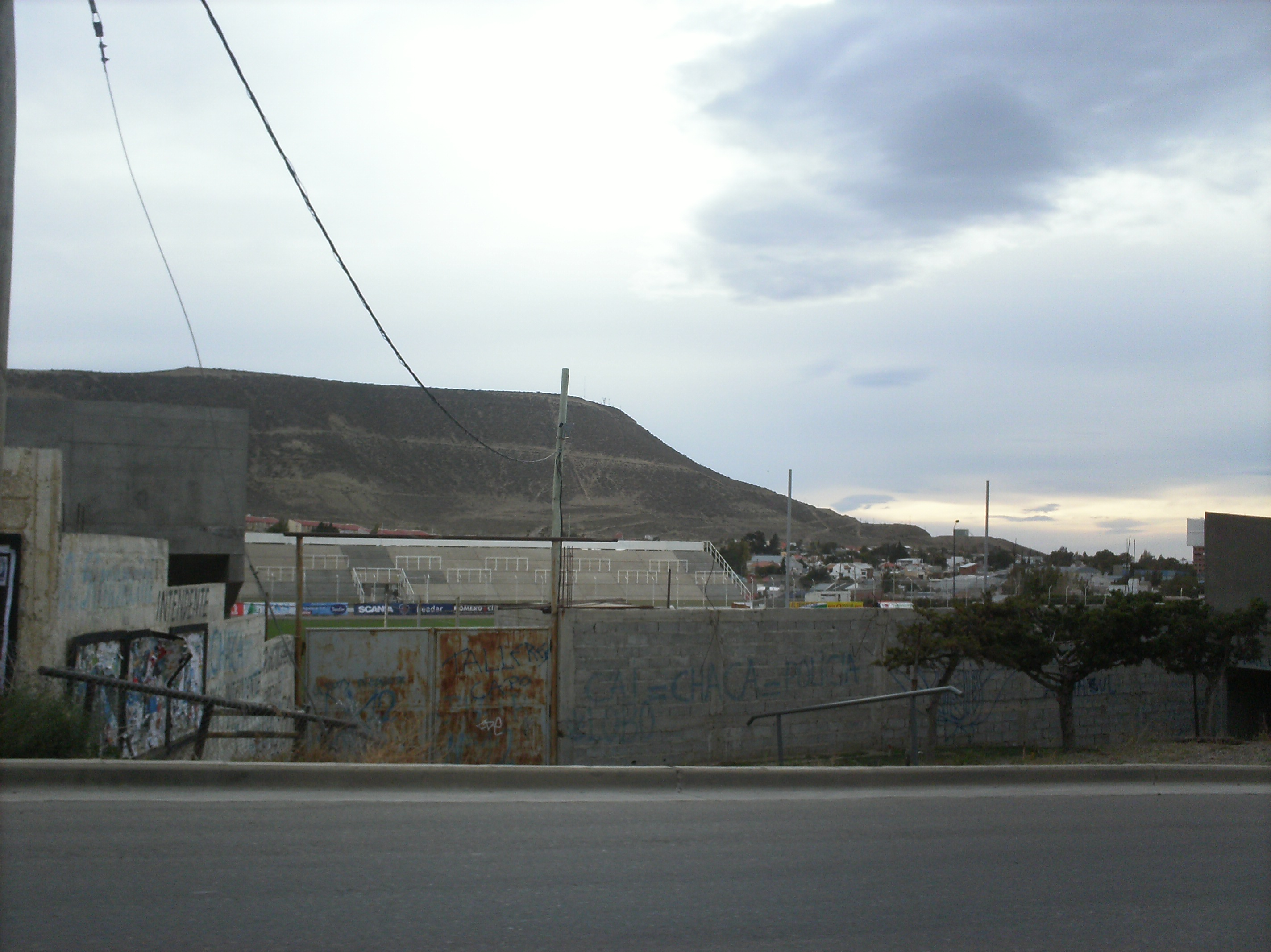
Vista de una tribuna del estadio Municipal de Comodoro Rivadavia con capacidad para 8300 personas. Se observa de fondo el Cerro Hermitte.
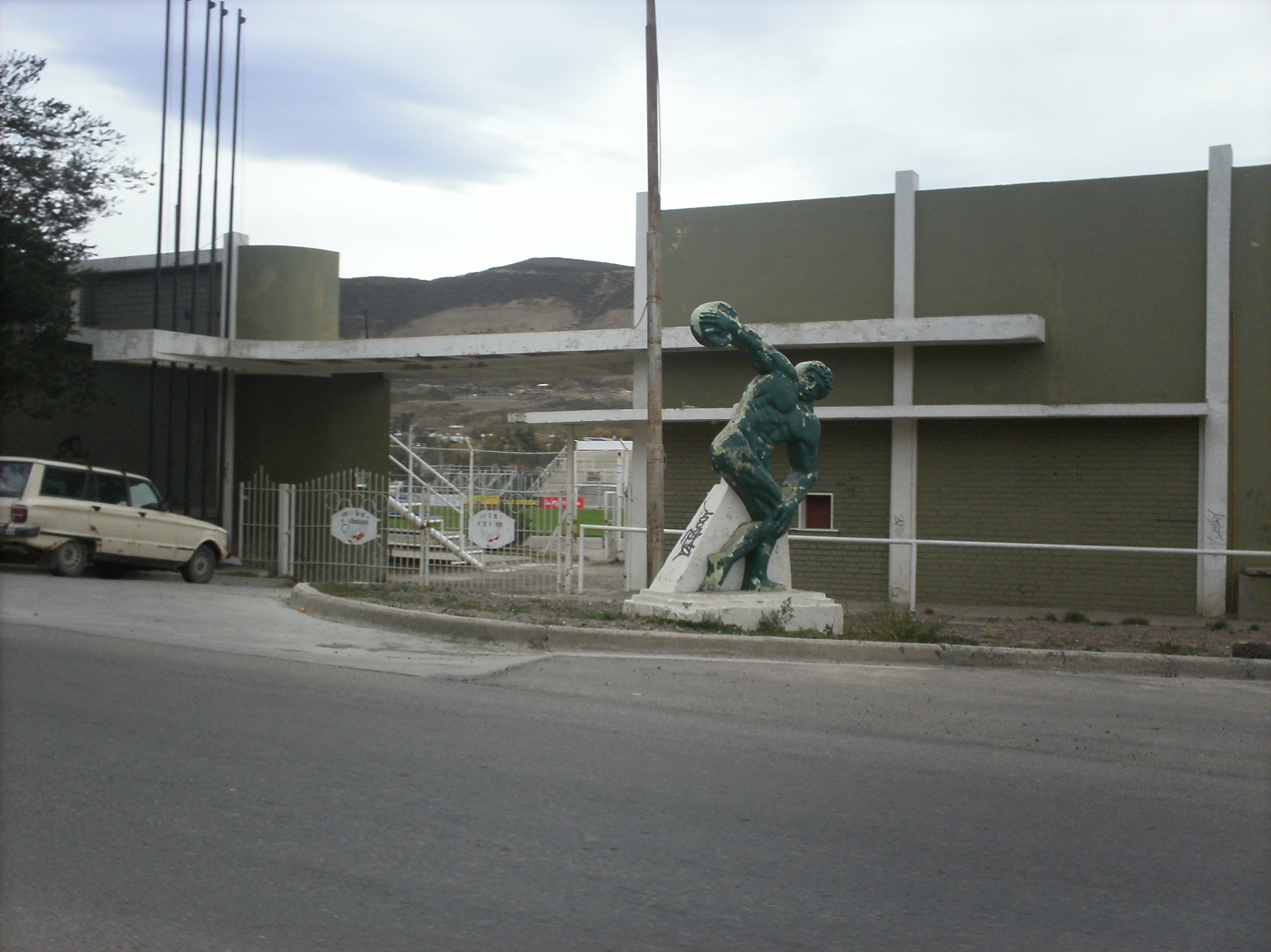
La entrada principal al estadio Municipal con una obra artística que honra virtudes deportivas.